# فرودگاه سومیت (دلاور)
فرودگاه سومیت (دلاور) (به انگلیسی: Summit Airport (Delaware)) یک فرودگاه همگانی بهره‌برداری هوایی با کد یاتا EVY است که یک باند فرود آسفالت دارد و طول باند آن ۱۳۶۸ متر است. این فرودگاه در کشور ایالات متحده آمریکا قرار دارد و در ارتفاع ۲۱ متری از سطح دریا واقع شده است.